# A562-es autópálya (Németország)
Az A562-es autópálya (németül: Bundesautobahn 562) egy autópálya Németországban. Hossza 4 km.